# Мёрдок, Эрик
Эрик Ллойд Мёрдок (англ. Eric Lloyd Murdock; родился 14 июня 1968 года, Сомервилл, штат Нью-Джерси, США) — американский профессиональный баскетболист.

## Ранние годы
Эрик Мёрдок родился в городе Сомервилл (штат Нью-Джерси), учился в Бриджуотерской школе Бриджуотер-Раритан, в которой играл за местную баскетбольную команду. В 1991 году окончил Колледж Провиденса, где в течение четырёх лет играл за команду «Провиденс Фриарс», в которой провёл успешную карьеру, набрав в итоге 2021 очко, 504 подбора, 504 передачи и 376 перехватов, к тому же два раза помогал вывести свою команду в плей-офф (1/16 финала) студенческого чемпионата NCAA (1989—1990).

## Карьера игрока
Играл на позиции разыгрывающего защитника. В 1991 году был выбран на драфте НБА под 21-м номером командой «Юта Джаз». Позже выступал за команды «Милуоки Бакс», «Ванкувер Гриззлис», «Денвер Наггетс», «Тимсистем Болонья», «Майами Хит», «Нью-Джерси Нетс», «Лос-Анджелес Клипперс», «Гранд-Рапидс Хупс» (КБА), «Киндер Болонья» и «Джерси Сквайрс» (АБА). Всего в НБА провёл 9 сезонов. В 1991 году включался во 2-ю всеамериканскую сборную NCAA. Всего за карьеру в НБА сыграл 508 игр, в которых набрал 5118 очков (в среднем 10,1 за игру), сделал 1261 подбор, 2467 передач, 830 перехватов и 69 блок-шотов.
Свои лучшие годы в качестве игрока НБА Мёрдок провёл «Бакс», в рядах которых он выступал на протяжении трёх сезонов (1992—1995). Самым лучшим в его карьере был сезон 1993/1994 годов, в котором он сыграл в 82 играх, набирая в среднем за матч 15,3 очка и делая 3,2 подбора, 6,7 передачи 2,4 перехвата.
С 2010 по 2012 годы Мёрдок занимал должность директора по развитию игроков в университете Ратгерс, работая с тренером Майком Райсом. Он был уволен в июле 2012 года. После увольнения Мёрдок выступил в роли информатора, показав записи, на которых Райс отпускает гомофобные оскорбления в адрес игроков, спортивному директору Ратгерс Тиму Пернетти, что в конечном итоге привело к увольнению Райса и отставке Пернетти в апреле 2013 года. В 2016 году Ратгерс урегулировал иск Мёрдока о незаконном увольнении за 500 000 долларов.

## Статистика

### Статистика в НБА
| Сезон                                                                                    | Команда    | Регулярный сезон | Регулярный сезон | Регулярный сезон | Регулярный сезон | Регулярный сезон | Регулярный сезон | Регулярный сезон | Регулярный сезон | Регулярный сезон | Регулярный сезон | Регулярный сезон | Серия плей-офф | Серия плей-офф | Серия плей-офф | Серия плей-офф | Серия плей-офф | Серия плей-офф | Серия плей-офф | Серия плей-офф | Серия плей-офф | Серия плей-офф | Серия плей-офф |
| Сезон                                                                                    | Команда    | GP               | GS               | MPG              | FG%              | 3P%              | FT%              | RPG              | APG              | SPG              | BPG              | PPG              | GP             | GS             | MPG            | FG%            | 3P%            | FT%            | RPG            | APG            | SPG            | BPG            | PPG            |
| ---------------------------------------------------------------------------------------- | ---------- | ---------------- | ---------------- | ---------------- | ---------------- | ---------------- | ---------------- | ---------------- | ---------------- | ---------------- | ---------------- | ---------------- | -------------- | -------------- | -------------- | -------------- | -------------- | -------------- | -------------- | -------------- | -------------- | -------------- | -------------- |
| 1991/92                                                                                  | Юта        | 50               | 0                | 9,6              | 41,5             | 19,2             | 75,4             | 1,1              | 1,8              | 0,6              | 0,1              | 4,1              | 3              | 0              | 3,7            | 60,0           | 0,0            | 100,0          | 1,0            | 0,3            | 0,3            | 0,3            | 2,7            |
| 1992/93                                                                                  | Милуоки    | 79               | 78               | 30,8             | 46,8             | 26,1             | 78,0             | 3,6              | 7,6              | 2,2              | 0,1              | 14,4             | Не участвовал  | Не участвовал  | Не участвовал  | Не участвовал  | Не участвовал  | Не участвовал  | Не участвовал  | Не участвовал  | Не участвовал  | Не участвовал  | Не участвовал  |
| 1993/94                                                                                  | Милуоки    | 82               | 76               | 30,9             | 46,8             | 41,1             | 81,3             | 3,2              | 6,7              | 2,4              | 0,1              | 15,3             | Не участвовал  | Не участвовал  | Не участвовал  | Не участвовал  | Не участвовал  | Не участвовал  | Не участвовал  | Не участвовал  | Не участвовал  | Не участвовал  | Не участвовал  |
| 1994/95                                                                                  | Милуоки    | 75               | 32               | 28,8             | 41,5             | 37,5             | 79,0             | 2,9              | 6,4              | 1,5              | 0,2              | 13,0             | Не участвовал  | Не участвовал  | Не участвовал  | Не участвовал  | Не участвовал  | Не участвовал  | Не участвовал  | Не участвовал  | Не участвовал  | Не участвовал  | Не участвовал  |
| 1995/96                                                                                  | Милуоки    | 9                | 0                | 21,4             | 36,4             | 26,1             | 66,7             | 1,6              | 3,9              | 0,7              | 0,0              | 6,9              | Не участвовал  | Не участвовал  | Не участвовал  | Не участвовал  | Не участвовал  | Не участвовал  | Не участвовал  | Не участвовал  | Не участвовал  | Не участвовал  | Не участвовал  |
| 1995/96                                                                                  | Ванкувер   | 64               | 14               | 23,1             | 42,2             | 32,0             | 80,9             | 2,4              | 4,6              | 2,0              | 0,1              | 9,1              | Не участвовал  | Не участвовал  | Не участвовал  | Не участвовал  | Не участвовал  | Не участвовал  | Не участвовал  | Не участвовал  | Не участвовал  | Не участвовал  | Не участвовал  |
| 1996/97                                                                                  | Денвер     | 12               | 0                | 9,5              | 45,5             | 40,0             | 91,7             | 0,9              | 2,0              | 0,8              | 0,2              | 3,8              | Не участвовал  | Не участвовал  | Не участвовал  | Не участвовал  | Не участвовал  | Не участвовал  | Не участвовал  | Не участвовал  | Не участвовал  | Не участвовал  | Не участвовал  |
| 1997/98                                                                                  | Майами     | 82               | 1                | 17,0             | 42,2             | 30,8             | 80,1             | 1,9              | 2,7              | 1,3              | 0,2              | 6,2              | 5              | 0              | 25,0           | 34,4           | 22,2           | 82,1           | 4,0            | 3,0            | 1,4            | 0,0            | 9,4            |
| 1998/99                                                                                  | Нью-Джерси | 15               | 8                | 26,7             | 39,5             | 36,4             | 80,8             | 2,3              | 4,4              | 1,5              | 0,1              | 7,9              | Не участвовал  | Не участвовал  | Не участвовал  | Не участвовал  | Не участвовал  | Не участвовал  | Не участвовал  | Не участвовал  | Не участвовал  | Не участвовал  | Не участвовал  |
| 1999/00                                                                                  | Клипперс   | 40               | 15               | 17,3             | 38,5             | 38,1             | 63,8             | 1,9              | 2,7              | 1,2              | 0,1              | 5,6              | Не участвовал  | Не участвовал  | Не участвовал  | Не участвовал  | Не участвовал  | Не участвовал  | Не участвовал  | Не участвовал  | Не участвовал  | Не участвовал  | Не участвовал  |
|                                                                                          | Всего      | 508              | 224              | 23,4             | 43,8             | 34,3             | 78,6             | 2,5              | 4,9              | 1,6              | 0,1              | 10,1             | 8              | 0              | 17,0           | 37,8           | 20,0           | 83,3           | 2,9            | 2,0            | 1,0            | 0,1            | 6,9            |
| Наведите курсор мыши на аббревиатуры в заголовке таблицы, чтобы прочесть их расшифровку. |            |                  |                  |                  |                  |                  |                  |                  |                  |                  |                  |                  |                |                |                |                |                |                |                |                |                |                |                |

### Статистика в NCAA
| Сезон | Команда   | Conf     | Class | GP  | GS | MPG  | FG%  | 3P%  | FT%  | RPG | APG | SPG | BPG | PPG  |
| --- | --------- | -------- | ----- | --- | -- | ---- | ---- | ---- | ---- | --- | --- | --- | --- | ---- |
| 1987/88 | Провиденс | Big East | FR    | 28  | 20 | 27,4 | 40,7 | 35,5 | 73,8 | 3,0 | 3,8 | 3,2 | 0,1 | 10,7 |
| 1988/89 | Провиденс | Big East | SO    | 29  |    | 32,3 | 45,7 | 34,9 | 76,2 | 4,7 | 4,9 | 3,3 | 0,3 | 16,2 |
| 1989/90 | Провиденс | Big East | JR    | 28  |    | 29,8 | 41,9 | 36,5 | 76,2 | 4,1 | 3,3 | 2,8 | 0,5 | 15,4 |
| 1990/91 | Провиденс | Big East | SR    | 32  |    | 34,7 | 44,5 | 35,0 | 81,2 | 5,3 | 4,6 | 3,5 | 0,2 | 25,6 |
| Всего | Всего     | Всего    | Всего | 117 | 20 | 31,2 | 43,5 | 35,4 | 78,4 | 4,3 | 4,2 | 3,2 | 0,3 | 17,3 |
| Наведите курсор мыши на аббревиатуры в заголовке таблицы, чтобы прочесть их расшифровку Статистика приведена с сайта sports-reference.com |           |          |       |     |    |      |      |      |      |     |     |     |     |      |

### Статистика в других лигах
| Сезон | Команда          | Лига     | GP | GS | MPG  | FG%  | 3P%  | FT%  | RPG | APG | SPG | BPG | PFL | TOV | PPG  |
| --- | ---------------- | -------- | -- | -- | ---- | ---- | ---- | ---- | --- | --- | --- | --- | --- | --- | ---- |
| 2002/03 | Виртус (Болонья) | Евролига | 6  | 6  | 27,8 | 35,0 | 28,6 | 57,7 | 3,0 | 2,2 | 1,8 | 0,0 | 2,3 | 1,8 | 10,2 |
| Всего | Всего            | Всего    | 6  | 6  | 27,8 | 35,0 | 28,6 | 57,7 | 3,0 | 2,2 | 1,8 | 0,0 | 2,3 | 1,8 | 10,2 |
| Наведите курсор мыши на аббревиатуры в заголовке таблицы, чтобы прочесть их расшифровку Статистика приведена с сайта basketball.realgm.com |                  |          |    |    |      |      |      |      |     |     |     |     |     |     |      |